# Ван Бредероде, Майрон
Ма́йрон ван Бредеро́де (нидерл. Myron van Brederode; родился 6 июля 2003, Хофддорп) — нидерландский футболист, вингер клуба АЗ.

## Клубная карьера
Выступал за молодёжные команды футбольных клубов «Овербос» и АФК. В 2016 году присоединился к футбольной академии клуба АЗ из Алкмара. В 2020 году подписал свой первый контракт и начал выступать за резервную команду «Йонг АЗ». 7 апреля 2022 года подписал профессиональный контракт и начал тренироваться с основной командой. 15 мая 2022 года дебютировал в основном составе АЗ в матче Эредивизи против «Валвейка», выйдя на замену Вангелису Павлидису. 7 августа 2022 года забил свой первый гол за АЗ в матче против «Гоу Эхед Иглз».
30 августа 2024 года немецкая «Фортуна» из Дюссельдорфа объявила об аренде ван Бредероде до конца сезона. 15 сентября дебютировал во Второй Бундеслиге в гостевом матче против «Герты», заменив Тима Россманна на 70-й минуте. 26 октября забил дебютный гол в матче с «Кайзерслаутерном».

## Карьера в сборной
Выступал за сборные Нидерландов до 16, до 17 и до 19 лет.